# Tanjung Bulan (Tanjung Agung)
Tanjung Bulan is een bestuurslaag in het regentschap Muara Enim van de provincie Zuid-Sumatra, Indonesië. Tanjung Bulan telt 994 inwoners (volkstelling 2010).